# Roman Balaian
Roman Gurgenovitx Balaian (armeni: Ռոման Գուրգենի Բալայան, rus: Рома́н Гурге́нович Балая́н; nascut el 5 d'abril de 1941, Nerkin Horatagh, Regió Autònoma de Nagorno-Karabakh, Unió Soviètica) és un director de cinema ucraïnès-armeni.
El 1997, Balaian va rebre el títol d'Artista Popular d'Ucraïna.

## Carrera
Balaian va treballar com a actor al teatre de Stepanakert (situat a la regió de Nagorno-Karabakh) entre 1959 i 1961. Va estudiar direcció a l'Institut Estatal de Teatre i Cinematografia d'Erevan i direcció de cinema a la Universitat Nacional de Teatre, Cinema i TV Ivan Karpenko-Kari de Kíev, i es va graduar.
el 1969. Des de 1970, treballa als Estudis de Cinema Dovjenko a Kíev.
Balaian es diu estudiant de Serguei Paradjànov. Va ser nominat i va guanyar diversos premis internacionals.
És conegut per les seves adaptacions literàries; Els autors que Balaian ha adaptat per a la pantalla són Anton Txèkhov (Kashtanka, 1975; The Kiss, 1983, TV), Ivan Turguènev (Bíriuk, 1977; Primer amor, 1995), i Nikolai Leskov (Ledi Màkbet Mtsènskogo Uiezda, 1989).
La seva pel·lícula Polioti vo sne i naiavu (1982), un drama sobre la depressió i una crisi de la mitjana edat, és una de les seves obres més conegudes. Oleg Iankovski retrata un home creatiu d'uns 40 anys que se sent alienat a la societat. En el moment del seu llançament, els espectadors amb mentalitat política ho van percebre com una crítica a l'"estancament" brejnevià.
La seva pel·lícula de 1986 Krani menja, moi talisman es va presentar a la competició principal a la 43a Mostra Internacional de Cinema de Venècia i va guanyar la Tulipa d’Or al Festival Internacional de Cinema d'Istanbul de 1987. La seva pel·lícula de 1977 Bíriuk es va presentar al 28è Festival Internacional de Cinema de Berlín i el 2008 Raiskie ptitsi fou exhibida al 30è Festival Internacional de Cinema de Moscou. El 2018 va anunciar que podria estar rodant la seva propera pel·lícula en ucraïnès.

## Filmografia
- 1978 – Bíriuk
- 1983 – Polioti vo sne i naiavu
- 1983 – Potselui (basat en una història d’Anton Txèkhov)
- 1986 – Krani menja, moi talisman
- 1989 - Ledi Màkbet Mtsènskogo Uiezda
- 1995 – Pervaia lubov
- 1998 - Dve luni, tri solntsa
- 2004 - Notx svetla
- 2008 – Raiskie ptitsi
- 2020 - Mi est. Mi riadom